# Бубон

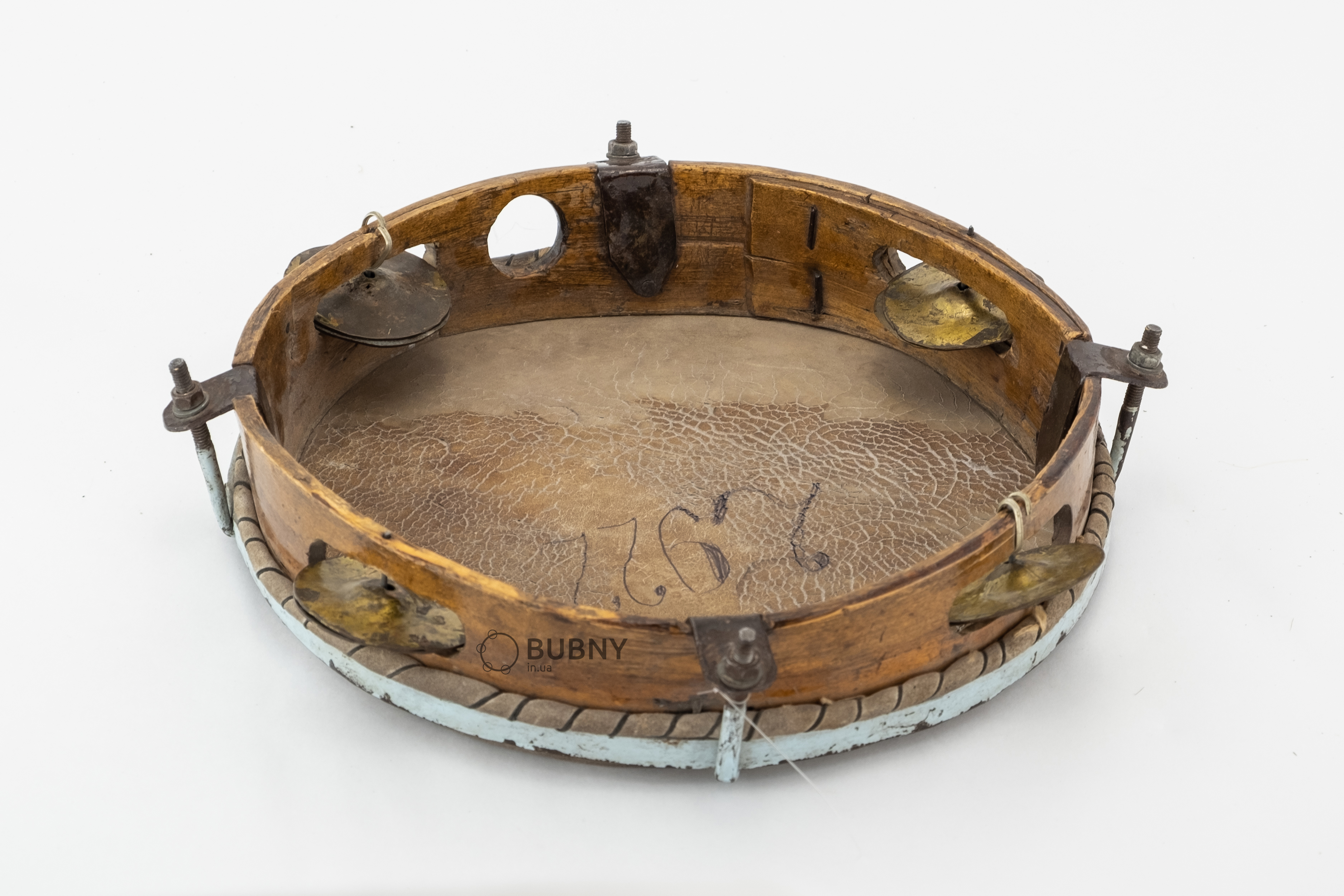
Український бубон

Бу́бон— український музичний ударний інструмент. Є локальним різновидом рамкового барабану, відомого у англомовних джерелах під назвою frame drum. Один із інструментів у складі троїстої музики. Зараз використовується у музичних гуртах, що грають традиційну музику без обробок: Надобридень, US Orchestra, Буття, Божичі, Щука-Риба та інші. Також входить до складу оркестру народних інструментів.

## Назва
В українській літературній мові найуживаніший варіант «бубон». Значно рідше, але також використовують варіант"решето". Існує велика кількість діалектних назв: бубен, бубан, бобун, бубин, бубін, бабон, а також бухальце, бубна та інші.
Паличка, якою грають на бубні, також має різні назви. Наприклад, М. Лисенко наводить назву «колотушка». Існують інші діалектні варіанти, зафіксованні під час польових експедицій: «салабайка», «балабешка», «бербениця» та інші.

## Виготовлення інструменту
Музиканти створювали інструменти власноруч або замовляли їх у майстра, орієнтуючись на власні потреби, наявні матеріали та місцеві технології виробництва. Бубони мали різні модифікації, різнилися за матеріалами, якістю, оздобами — від цього залежали звук і техніка гри. Обід гнули з дерева або використовували старе решето, згодом ободи почали робити з різних видів металу. Паличку, якою грали на бубні, вистругували ножем або ж виточували на верстаті з різних порід дерева. У радянський час, орієнтовно з 1960-х років, почалося масове фабричне виробництво бубнів — у характерному для тієї епохи червоному кольорі. Ці інструменти і досі можна знайти у будинках культури ледь не у кожному селі. Радянський фабричний бубон у 1980-х роках можна було купити в магазині за 12.50 руб. Доступність у магазинах поклала край виробництву інструментів за старою технологією, але навіть фабричні інструменти музиканти могли вдосконалити під свої потреби: прикріпити ручку, додати дзвоники тощо.

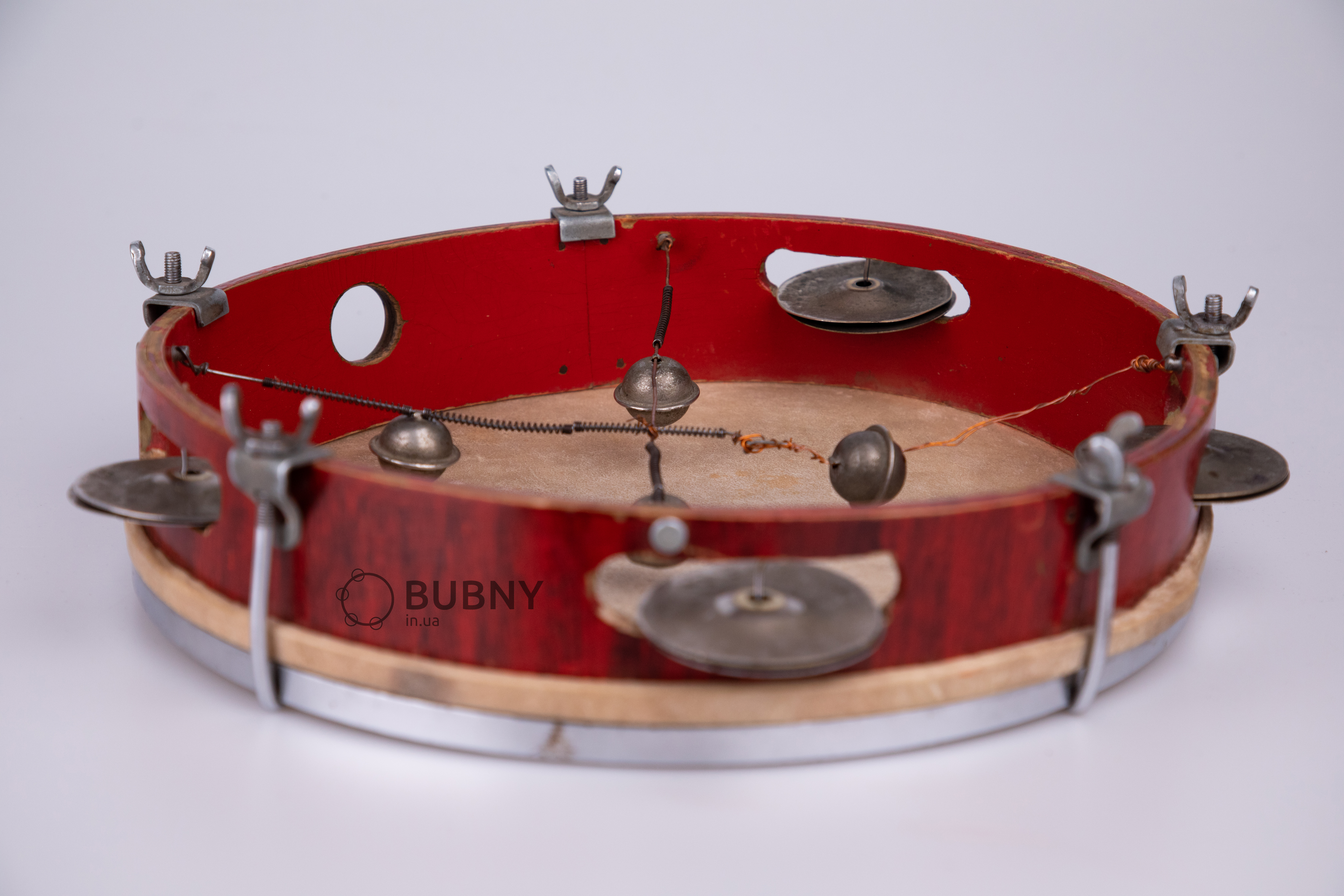
Український бубон фабричного виробництва. Виготовлено в УССР.

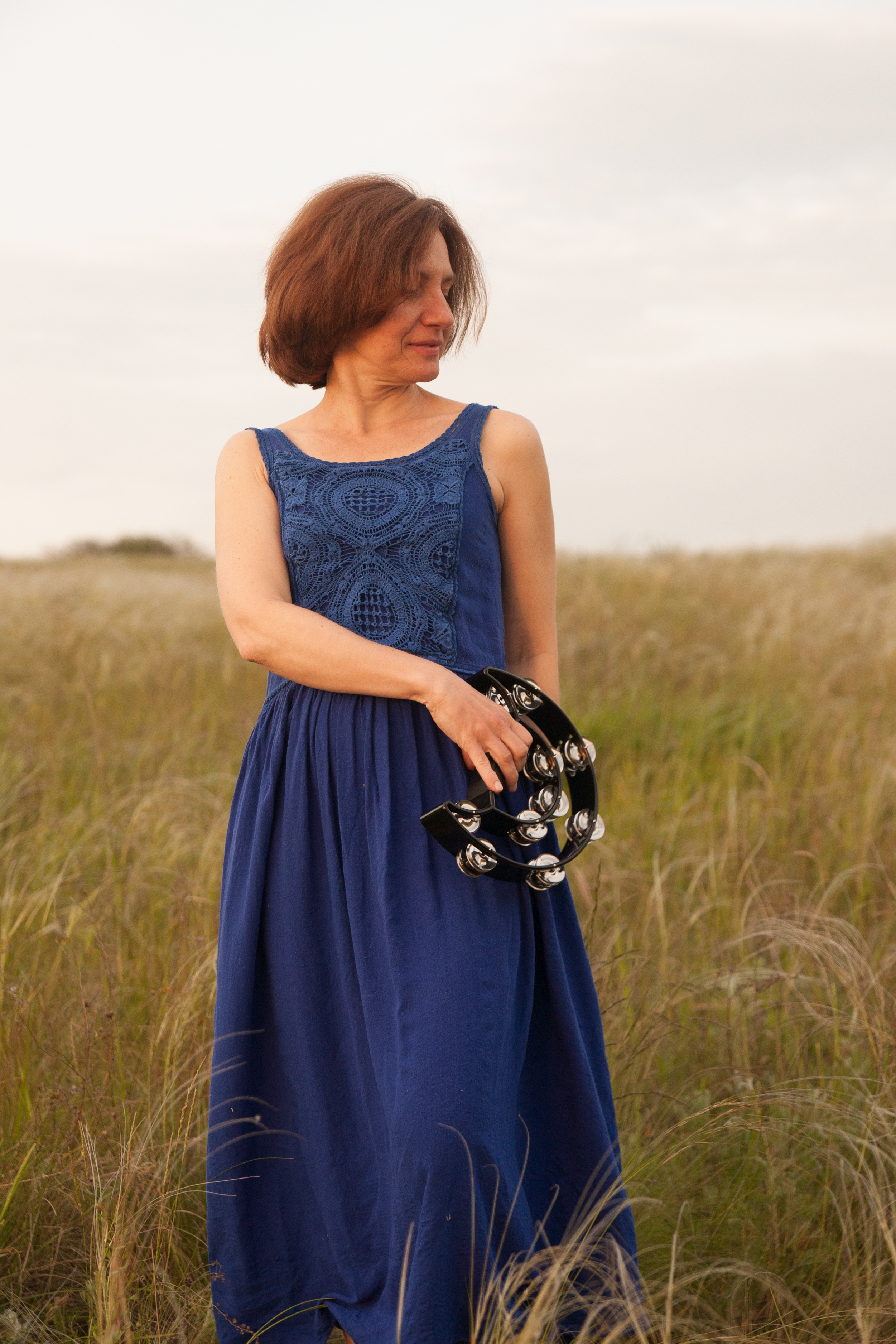
Жінка грає на бубоні

В Україні бубон робили у різний спосіб, є різні назви цих інструментів та їх окремих частин, різні особливості обробки матеріалів. Виготовлення бубна відбувається у декілька етапів, що передбачають процес обробки матеріалів різних видів: шкури, дерева та металу. Раніше по всій Україні для мембрани використовували собачу, котячу, козячу, телячу шкуру, зрідка — шкуру кролів і навіть великих риб. У більшості регіонів України обечайку для бубна виготовляли з верби, сосни, липи, клена та інших порід деревини. Сиру деревину розколювали, потім вистругували, замочували або парили, загинали навколо бочки, колоди або подібного круглого предмета і фіксували. Таким чином виходила обечайка на яку ставили тарілочки та натягали шкуру.

## У живописі

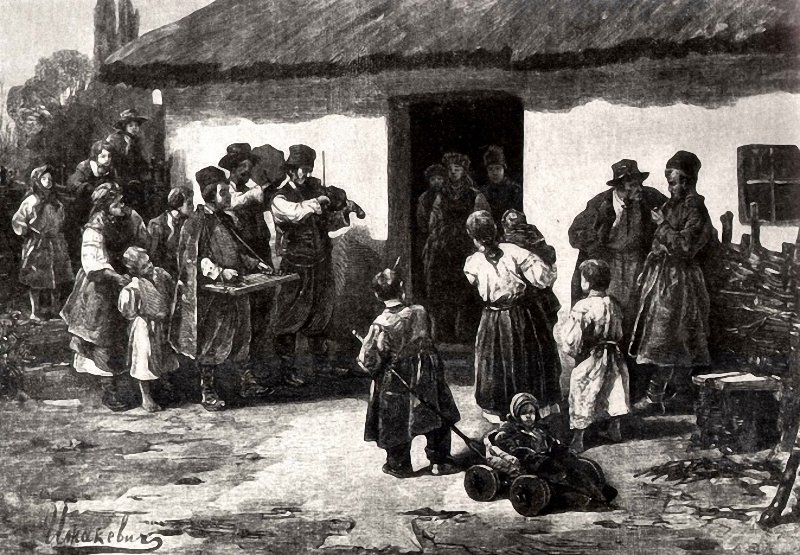
Іван Їжакевич. «Йдуть», 1896
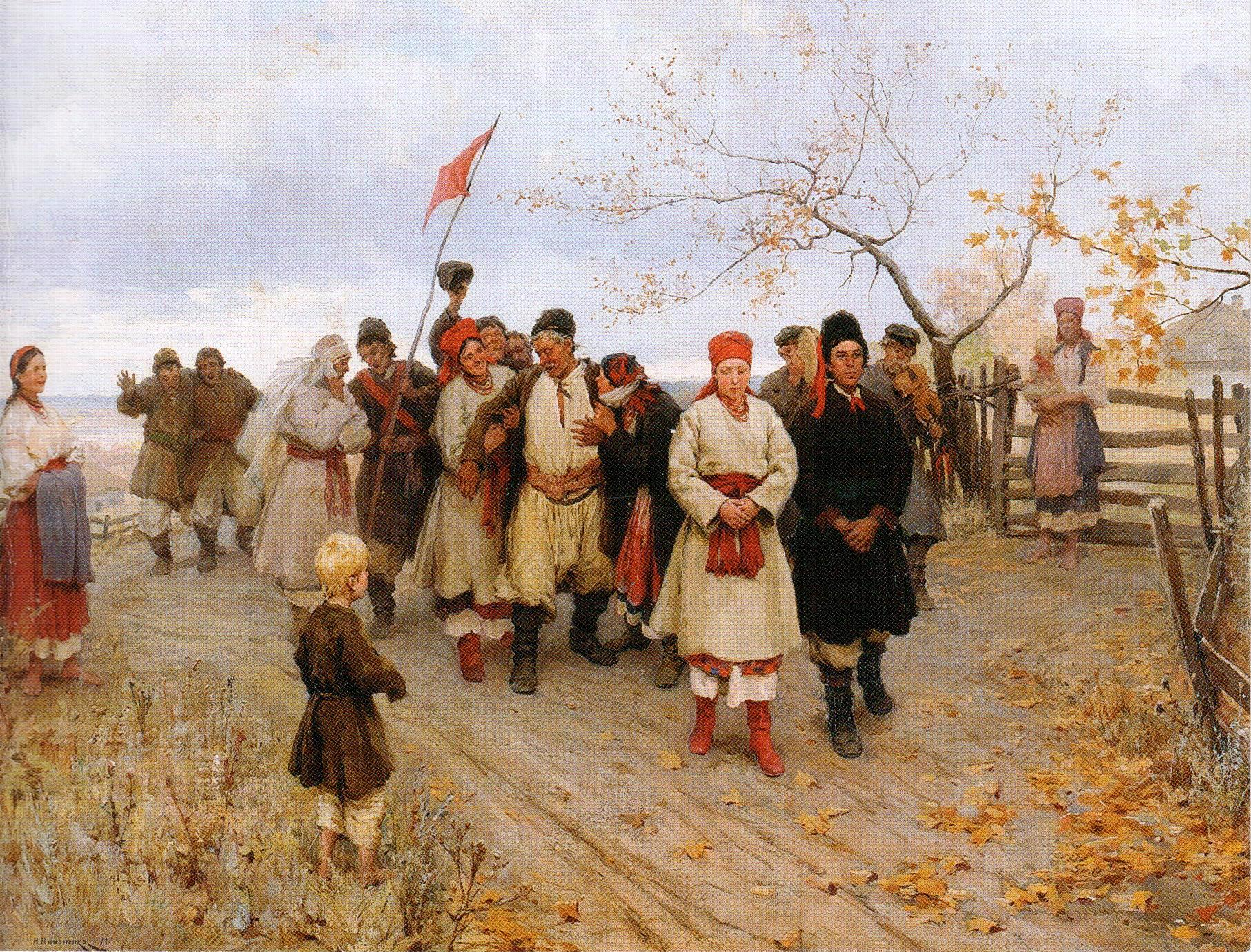
Микола Пимоненко. «Весілля в Київській губернії», 1891.
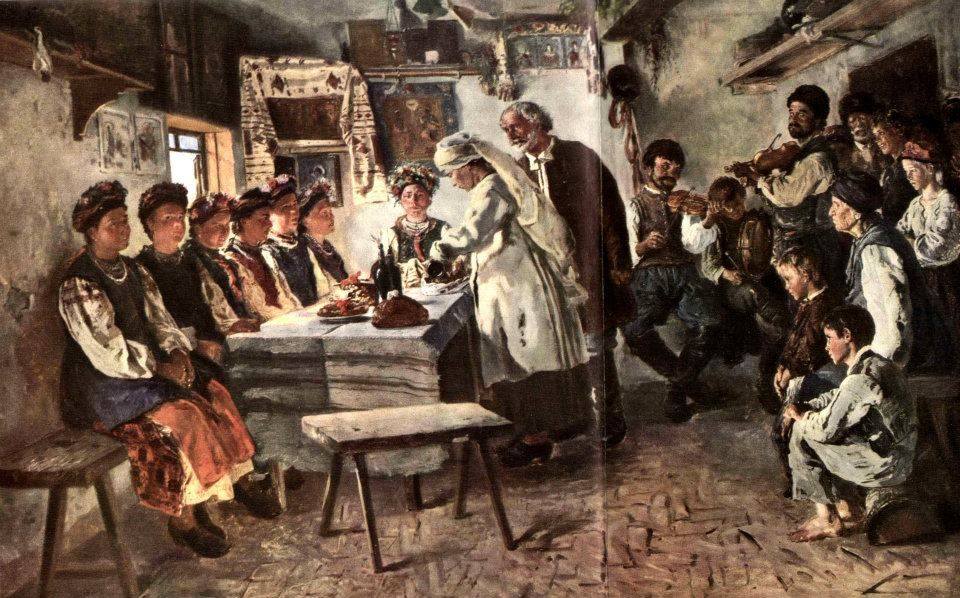
Володимир Маковський. «Дівич-вечір», 1883
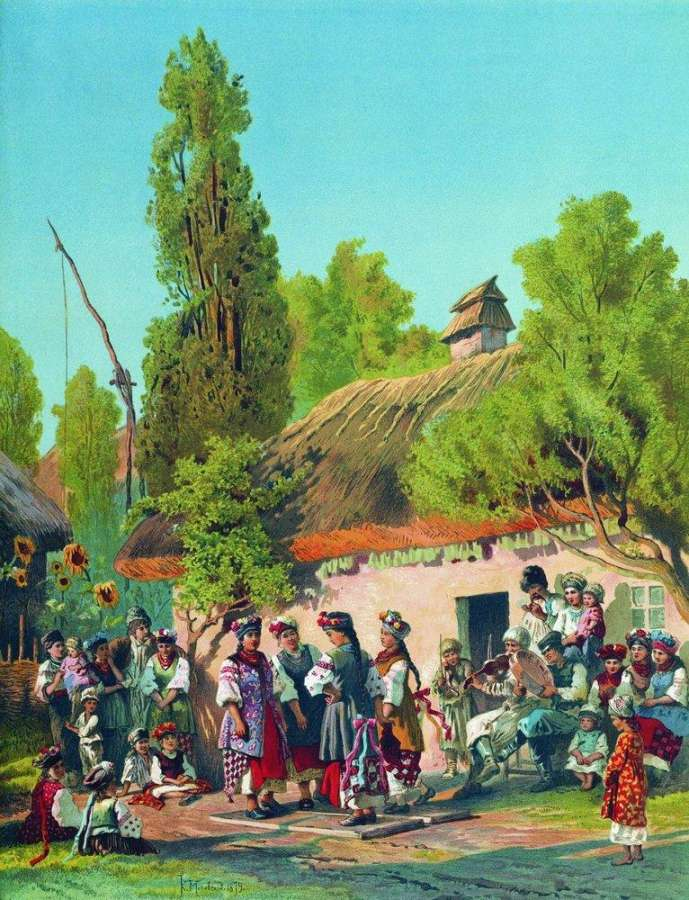
Костянтин Маковський. «Недільний вечір», 1879.

У кримських татар існував аналогічний інструмент до українського бубону і мав назву «даре». Традиційно на давулі грають пальцями обох рук.